# Usambilla
Usambilla is een geslacht van rechtvleugeligen uit de familie Lentulidae. De wetenschappelijke naam van dit geslacht is voor het eerst geldig gepubliceerd in 1910 door Sjöstedt.

## Soorten
Het geslacht Usambilla omvat de volgende soorten:
- Usambilla affinis Kevan, 1961
- Usambilla chlorophrygana Jago, 1981
- Usambilla cylindricollis Ramme, 1929
- Usambilla emaliensis Jago, 1981
- Usambilla haematogramma Jago, 1981
- Usambilla hanangensis Hemp, 2008
- Usambilla insolita Rehn, 1914
- Usambilla leptophrygana Jago, 1981
- Usambilla olivacea Sjöstedt, 1910
- Usambilla oraria Jago, 1981
- Usambilla sagonai Ramme, 1929
- Usambilla turgidicrus Karsch, 1896